# Kálium-peroxid
A kálium-peroxid szervetlen vegyület, képlete K2O2. A káliumnak a levegő oxigénjével történő reakciója során keletkezik, kálium-oxiddal (K2O) és kálium-szuperoxiddal (KO2) együtt.
Vízzel reagálva kálium-hidroxid keletkezik belőle.

## Fordítás
Ez a szócikk részben vagy egészben a Potassium peroxide című angol Wikipédia-szócikk ezen változatának fordításán alapul.  Az eredeti cikk szerkesztőit annak laptörténete sorolja fel. Ez a jelzés csupán a megfogalmazás eredetét és a szerzői jogokat jelzi, nem szolgál a cikkben szereplő információk forrásmegjelöléseként.